# Kirche Rogätz

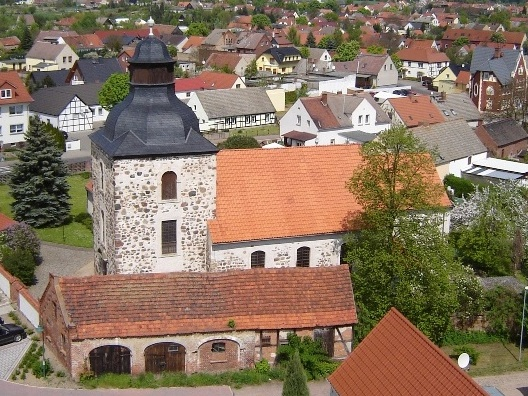
Kirche Rogätz

Die evangelische Kirche Rogätz ist eine im Kern mittelalterliche, nach Zerstörung im Dreißigjährigen Krieg wiederaufgebaute Feldsteinkirche in der Gemeinde Rogätz im Landkreis Börde in Sachsen-Anhalt. Sie gehört zur Kirchengemeinde Rogätz im Pfarrbereich Angern im Kirchenkreis Haldensleben-Wolmirstedt der Evangelischen Kirche in Mitteldeutschland.

## Geschichte und Architektur
Die ehemalige Gutskirche ist ein nach Zerstörung im Dreißigjährigen Krieg instandgesetzter schlichter einschiffiger Putzbau mit massigem, dreigeschossigem Westturm, eingezogenem Rechteckchor und einer Sakristei an der Südseite; am Bauwerk wurden romanische und spätgotische Bauperioden nachgewiesen. Der blockhafte, gedrungene Turm ist mit einer mächtigen laternenbekrönten Schweifhaube gedeckt; ein aufwändiges Westportal stammt aus der Zeit um 1700. Die heute vermauerte, erhöhte Öffnung in der Ostwand bildete einst den Zugang zu einer Orgelempore, im 19. Jahrhundert zu einer Patronatsloge. Bei einer Instandsetzung im Jahr 1963 wurden Reste spätgotischer Wandmalereien aus der Zeit um 1480 nachgewiesen, die anschließend wieder überstrichen wurden. Die letzte Renovierung erfolgte in den Jahren 1995–97. Die im Jahr 1767 eingezogene Holztonne auf einem reich gegliederten Gesims und mit hohen Stichbogenfenstern wurde im Jahr 1995 erneuert; eine L-förmige Empore ist im Nordwesten eingebaut.
Die Kirche steht unter Denkmalschutz und ist als Baudenkmal mit der Erfassungsnummer 094 70503 im Denkmalverzeichnis von Sachsen-Anhalt eingetragen.

## Ausstattung
Von der qualitätvollen Ausstattung des frühen 17. und 18. Jahrhunderts sind mehrere Stücke erhalten; vor allem der hölzerne Altaraufsatz aus der Zeit um 1600/1610 mit klarer architektonischer Gliederung. Das quadratische Mittelfeld ist mit einem Gemälde der Auferstehung Christi zwischen Freisäulen versehen, die noch gotischen Alabasterfigürchen von Maria und Johannes dem Evangelisten und das dem Sockel aufgelegte Alabasterrelief von minderer Qualität wurden aus anderen Zusammenhängen hinzugefügt. Über dem Gebälk mit Diamantquadern erhebt sich ein durchbrochener Aufsatz mit Beschlagwerk.
Die hölzerne Kanzel mit gedrehten Ecksäulchen wurde um 1610/20 geschaffen; sie zeigt in den Brüstungsfeldern fünf bewegt komponierte Alabasterreliefs mit Szenen aus dem Leben Christi (Geburt, Geißelung, Grablegung, Auferstehung, Himmelfahrt), die vielleicht aus einem ehemaligen Epitaph aus der Zeit um 1600 stammen.
Die üppig figurierte Sandsteintaufe ist ein Werk aus der ersten Hälfte des 18. Jahrhunderts. Sie besteht aus einer breiten Kuppa mit ausladendem Rand auf einem gedrungenen Schaft mit vier daran gelehnten lautespielenden Engeln; daran gelehnt, nahezu vollplastisch, die Evangelisten mit ihren Symbolen (teils beschädigt), dazwischen Wappenschilde derer von der Schulenburg, von Alvensleben, von Münchhausen und von Jagow.
Die Orgel ist ein Werk von Wilhelm Rühlmann junior aus dem Jahr 1928 mit zwei Manualen und Pedal.
Am Übergang zum Triumphbogen befindet sich ein Figurenepitaph mit alter Bemalung für Reimarus von Alvensleben († 1568), über der gerüsteten Figur des Verstorbenen ist ein Relief mit der Darstellung der Auferstehung zu sehen, weitere Figurengrabsteine erinnern ebenfalls an die Familie von Alvensleben.
Außen an der Sakristei sind zwei Figurengrabsteine zu sehen, ein Kindergrabstein Achatius von Alvensleben († 1564) und ein Rittergrabstein Reimart von Alvensleben († 1568) mit fragmentierter Umschrift.